# Derek Barton

Sir Derek Harold Richard Barton FRS FRSE (født 8. september 1918, død 16. marts 1998) var en engelsk organisk kemiker. Han modtog nobelprisen i kemi i 1969 sammen med Odd Hassel for "bidrag til udviklingen af konceptet konfromation og dets anvendelse i kemi".